# آسوده کالبک
آسوده سَلما کالَبَک (انگلیسی: Asude Kalebek؛ زادهٔ ۱۸ ژوئن ۱۹۹۹) بازیگر اهل ترکیه است. وی از سال ۲۰۲۱ میلادی تاکنون مشغول فعالیت بوده‌است.
از فیلم‌ها یا برنامه‌های تلویزیونی که وی در آن نقش داشته‌است می‌توان به کلوپ اشاره کرد.